# Koloniföreningen Kamraterna
Koloniföreningen Kamraterna u.p.a. bildades den 3 juli 1917 strax utanför Visby, Gotland "för inköp af tomt, hvarå tänkt uppförande af sommarbostäder åt föreningens medlemmar". Föreningen är fortfarande aktiv.
Det som framförallt är intressant med Koloniföreningen Kamraterna är att alla handskrivna protokollsböcker och ekonomisk redovisning finns bevarad och att föreningen har kopplingar gentemot hundratals personer på Gotland från tidigt 1900-tal och framåt. Föreningen har för avsikt att registrera samtliga dokument i Landsarkivet.